# Carinodes cubensis
Carinodes cubensis là một loài tò vò trong họ Ichneumonidae.